# سوان‌تون مورلی
سوان‌تون مورلی (به انگلیسی: Swanton Morley) یک روستا و محله مدنی در بریتانیا است که در Breckland District واقع شده‌است. سوان‌تون مورلی ۱۱٫۱۴ کیلومتر مربع مساحت و ۲٬۴۱۵ نفر جمعیت دارد.